# Anisops
Anisops is een geslacht van wantsen uit de familie van de Notonectidae (Bootsmannetjes). Het geslacht werd voor het eerst wetenschappelijk beschreven door Maximilian Spinola in 1837.

## Soorten
Het genus bevat de volgende soorten:

- Anisops adonis Hutchinson, 1928
- Anisops aglaia Hutchinson, 1929
- Anisops aldabrana Distant, 1913
- Anisops ali Distant, 1911
- Anisops alluaudi Poisson, 1945
- Anisops amaisi Poisson, 1953
- Anisops amaryllis Hutchinson, 1928
- Anisops aphrodite Kirkaldy, 1900
- Anisops ares Hutchinson, 1928
- Anisops ariva Lansbury, 1966
- Anisops arnoldi Truxal, 1990
- Anisops assimilis White, 1878
- Anisops ayersi Reichardt, 1982
- Anisops balcis Hutchinson, 1930
- Anisops barbatus Brooks, 1951
- Anisops barrenensis Brooks, 1951
- Anisops baylii Lansbury, 1995
- Anisops beskonakensis Nel & Paicheler, 1992
- Anisops biroi Brooks, 1951
- Anisops bouvieri Kirkaldy, 1904
- Anisops breddini Kirkaldy, 1901
- Anisops brooksianus Nieser et al., 2004
- Anisops browni Lansbury, 1963
- Anisops calcaratus Hale, 1923
- Anisops campbelli Brooks, 1951
- Anisops canaliculatus Brooks, 1951
- Anisops cavifrons Brooks, 1951
- Anisops cheesmanae Lansbury, 1963
- Anisops ciliatus Stål, 1868
- Anisops cleopatra Distant, 1914
- Anisops convexonotata Brown, 1951
- Anisops crinitus Brooks, 1951
- Anisops deanei Brooks, 1951
- Anisops debilis Gerstäcker, 1873
- Anisops decipiens Hutchinson, 1930
- Anisops deichmuelleri von Schlechtendal, 1894
- Anisops doris Kirkaldy, 1904
- Anisops dostini Lansbury, 1991
- Anisops douglasi Lansbury, 1984
- Anisops edepol Kirkaldy, 1899
- Anisops elegans Fieber, 1852
- Anisops elkedraensis Lansbury, 1995
- Anisops elstoni Brooks, 1951
- Anisops eros Hutchinson, 1928
- Anisops evansi Brooks, 1951
- Anisops exiguus Horváth, 1919
- Anisops extendofrons Brooks, 1951
- Anisops fieberi Kirkaldy, 1901
- Anisops fijiensis Brooks, 1951
- Anisops gobana Poisson, 1940
- Anisops gracilis Hutchinson, 1929
- Anisops graciloides Brooks, 1951
- Anisops gratus Hale, 1923
- Anisops gressitti Lansbury, 1962
- Anisops hackeri Brooks, 1951
- Anisops hancocki Hutchinson, 1928
- Anisops hayesi Lansbury, 1995
- Anisops heydeni Deichmüller, 1881
- Anisops hypatia Hutchinson, 1929
- Anisops hyperion Kirkaldy, 1898
- Anisops jaczewskii Hutchinson, 1928
- Anisops kampalensis Hutchinson, 1928
- Anisops kempi Brooks, 1951
- Anisops komghai Reichart, 1980
- Anisops krugeri Poisson, 1955
- Anisops kuroiwae Matsumura, 1915
- Anisops lamottei Poisson, 1949
- Anisops lanceolata Poisson, 1949
- Anisops lansburyi Leong, 1963
- Anisops leesoniana Hutchinson, 1929
- Anisops lestoni Lansbury, 1968
- Anisops letitia Hutchinson, 1929
- Anisops lihiriensis Lansbury, 1978
- Anisops lipovskyi Brooks, 1951
- Anisops lombokensis Brooks, 1952
- Anisops londti Truxal, 1990
- Anisops lundbladiana Lansbury, 1962
- Anisops madagascarensis Poisson, 1935
- Anisops magnadens Reichart, 1979
- Anisops majiensis Brooks, 1951
- Anisops malkini Brooks, 1951
- Anisops marazanofi Poisson, 1966
- Anisops megalops Lansbury, 1962
- Anisops merinana Poisson, 1951
- Anisops meulenaerei Poisson, 1940
- Anisops milloti Poisson, 1948
- Anisops minuta Reichart, 1985
- Anisops mosendana Poisson, 1949
- Anisops nabillus Lansbury, 1969
- Anisops nasutus Fieber, 1851
- Anisops nigrolineatus Lundblad, 1933
- Anisops niveus (Fabricius, 1775)
- Anisops nodulatus Brooks, 1951
- Anisops occipitalis Breddin, 1905
- Anisops ogasawarensis Matsumura, 1915
- Anisops paracrinitus Brooks, 1951
- Anisops paraexigerus Lansbury, 1964
- Anisops paranigrolineata Brooks, 1951
- Anisops parvula Brooks, 1952
- Anisops pellucens Gerstaecker, 1873
- Anisops philippinensis Brooks, 1951
- Anisops planifacies Lansbury, 1975
- Anisops poissoni Lansbury, 1961
- Anisops popovi Lansbury, 1966
- Anisops poweri Hutchinson, 1929
- Anisops praetexta Hutchinson, 1929
- Anisops privasensis Nel & Paicheler, 1992
- Anisops projectus Brooks, 1952
- Anisops pseudostali Nieser, Chen & Yang, 2005
- Anisops pseudotuberculatus Poisson, 1955
- Anisops psyche Hutchinson, 1928
- Anisops pugnax Poisson, 1945
- Anisops rhomboides Nieser & Chen, 1999
- Anisops rigoensis Brooks, 1951
- Anisops robusta Hutchinson, 1930
- Anisops salibabu Nieser & Chen, 1999
- Anisops sardeus Herrich-Schäffer, 1849
- Anisops semitus Brooks, 1951
- Anisops sikoroensis Brooks, 1951
- Anisops spinosus Lansbury, 1961
- Anisops stali Kirkaldy, 1904
- Anisops sutteri Brooks, 1954
- Anisops sylvia Hutchinson, 1957
- Anisops tahitiensis Lundblad, 1934
- Anisops tanalensis Brooks, 1951
- Anisops tasmaniensis Brooks, 1951
- Anisops thienemanni Lundblad, 1933
- Anisops timorensis Brooks, 1951
- Anisops tuberculatus Poisson, 1928
- Anisops ungarinyin Lansbury, 1995
- Anisops ungarinyn Lansbury, 1995
- Anisops varius Fieber, 1851
- Anisops villiersi Poisson, 1951
- Anisops vitrea Signoret, 1860
- Anisops wakefieldi White, 1878
- Anisops waltairensis Brooks, 1951
- Anisops windi Brooks, 1951
- Anisops worthingtoni Jaczewski, 1933
- Anisops yanoi Miyamoto, 1981